# Agaricia grahamae
Agaricia grahamae är en korallart som beskrevs av Wells 1973. Agaricia grahamae ingår i släktet Agaricia och familjen Agariciidae. IUCN kategoriserar arten globalt som livskraftig. Inga underarter finns listade i Catalogue of Life.

## Bildgalleri

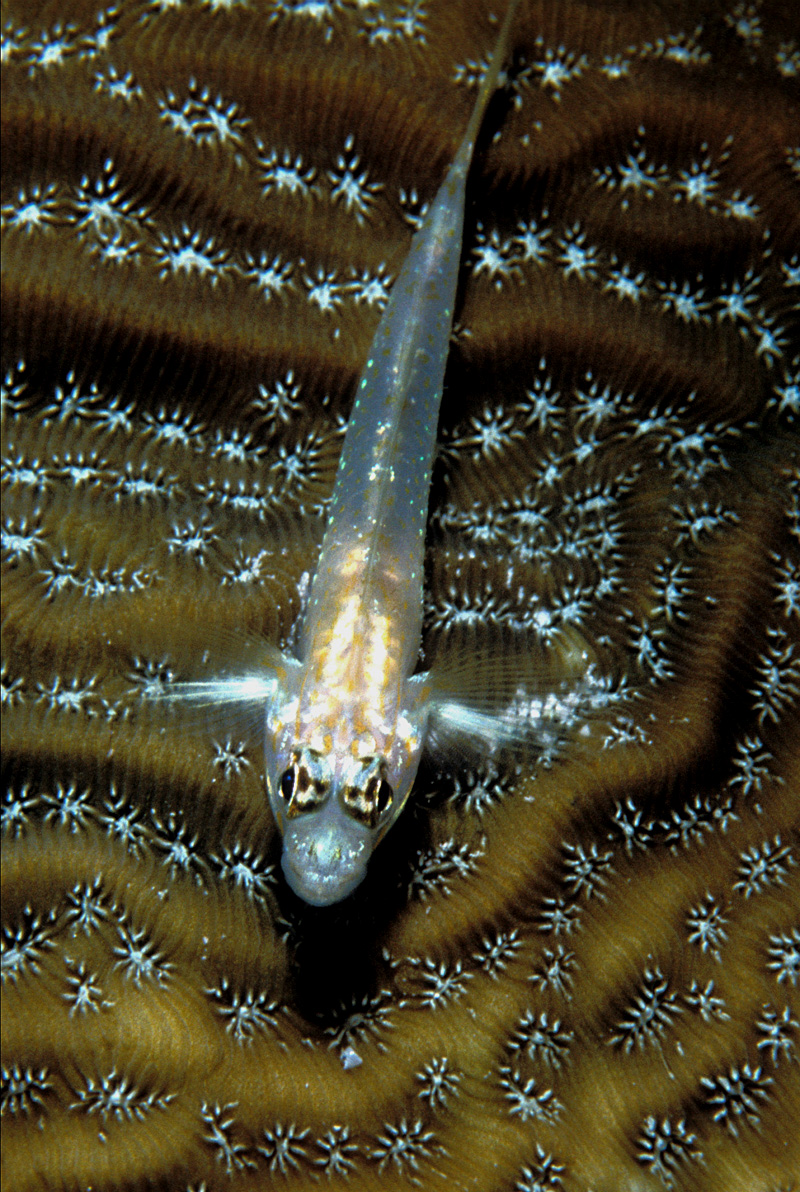
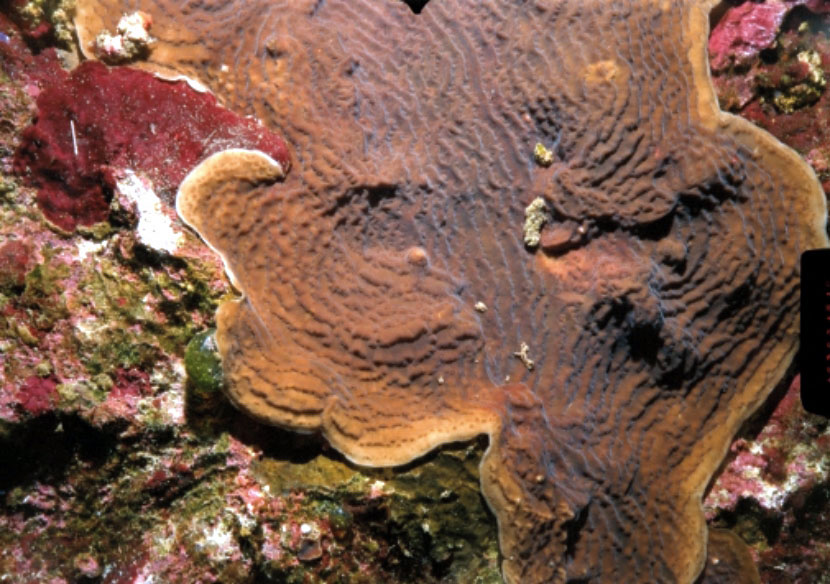